# Вийя, Анри
Анри Вийя (24 декабря 1879, Париж — 19 марта 1972) — французский учёный-математик и механик. Член Парижской Академии наук с 1932 года, Президент Академии с 1948 года.

## Биография
Родился в семье некрупного чиновника. В шесть лет потерял отца. Мать зарабатывала уроками игры на фортепиано.
Пошёл в школу в городе Кан. В 1899 году начал учиться в Высшей нормальной школе, где изучал теоретическую механику. Был замечен крупными учёными того времени Жюлем Таннери и Полем Аппелем.
Получил докторскую степень в 1911 году в университете Монпелье под руководством Эмиля Пикара и Луи Брюллиэна. Обучался не только прикладной математике, но и греческой филологии (Греческая Антология) и участвовал в конгрессе эллинов в Афинах.
Начал преподавать в лицее города Кан. В 1919 году перешёл на работу во Французский университет Страсбурга. В 1927 году стал профессором гидродинамики в Сорбонне. Там он был директором Института механики, тесно сотрудничал с французским министерством авиации в аэродинамических исследованиях (координатор — Альберт Какуот).
Также преподавал в других высших учебных заведениях технического профиля, на Высших женских курсах (где преподавал не только математику, но и философию).
В 1920 году организовал Международный конгресс математиков в Страсбурге. До своей смерти редактировал журнал Journal de Mathématiques pures et appliquées.
В 1946 году возглавил 6 Международный конгресс по прикладной механике в Париже.

## Научные интересы
Работы Вийя относятся к механике жидкости. Первые исследования посвящены определению сопротивления твёрдого тела при движении в идеальной жидкости. До Вийя уже было установлено, что в идеальной жидкости сопротивление равно нулю (Парадокс Даламбера). Около 1909 года исследованиями Леви-Чивита и Бриллюэна было показано, что общее решение проблемы зависит от произвольной функции, которую не возможно определить по форме тела. Одна из первых заслуг Вийя — предложение способа решения этой проблемы, по крайней мере, его общих черт. Ему принадлежит решение задачи для частных случаев, а в 1930 году явное решение для любого тела.
Затем он доказал ряд теорем, которые предсказывают как избежать физически неприемлемых решений, выявленных Бриллюэном.
В исследованиях вязких жидкостей ему удалось выполнить упорядочение основ теории Озеена и решить многие сложные задачи в этой области.
Среди учеников Вийя Жан Лере, Поль Жермен, Роберт Мазе.
Несколько раз под псевдонимом публиковал свои стихи. Виртуозно играл на виолончели.

## Семья
Старший брат Вийя стал историком.
Старший сын Вийя в возрасте восемнадцати лет поступил на службу в ВМФ. Через четыре месяца после начала Второй мировой войны его судно подорвалось на магнитной мине.